# Poi (gastronomia)
Il poi è un purè vegetale di origine polinesiana, ma anche diffuso in altre isole del Pacifico.

## Descrizione
Nelle sue versioni polinesiana e hawaiana, il poi si ottiene cuocendo del taro, diluendolo con dell'acqua e, se desiderato, lasciandolo fermentare fino a una settimana. Il poi contiene fibre, vitamine C e B1, potassio, magnesio e ferro e vanta diverse proprietà medicinali: può infatti calmare lo stomaco e, se applicato sulla pelle con il noni , combattere vesciche e scottature.
Nella sua variante samoana, il poi è a base di banane o ananas miscelati con latte di cocco.